# Novi Oskol
Novi Oskol (ruso: Но́вый Оско́л) es una ciudad de Rusia, capital del raión homónimo en la óblast de Bélgorod.
En 2021, la ciudad tenía una población de 18 359 habitantes. Desde 2018 es sede de un ókrug urbano, por lo que su ayuntamiento extiende su jurisdicción sobre todo el territorio del raión del que es capital. Su territorio municipal anterior a 2018, que se conserva como división únicamente administrativa (desconcentración), incluye como pedanía el posiólok de Rudni.
Se ubica a orillas del río Oskol, a medio camino entre Korocha y Alekséyevka sobre la carretera 14K-1. De la 14K-1 sale aquí hacia el norte la carretera R188, que lleva a Stari Oskol, y hacia el sur la 14K-8, que lleva a Rovenkí.

## Historia
La localidad fue fundada en 1617 como una fortificación, que aparece veinte años más tarde ya como localidad rural estable en documentos. Formaba parte de la línea defensiva que protegía la frontera meridional del Zarato ruso contra los tártaros de Crimea. En 1647 comenzó a ser sustituida por una nueva fortificación de aspecto urbano. En su origen tuvo como topónimo el nombre de la fortificación "Tsariov Alexéyev" (Царёв-Алексеев) en referencia al zar Alejo, hasta que en 1655 adoptó el actual topónimo de "Novi Oskol" ("localidad nueva sobre el río Oskol"), que llevó a la ciudad de Oskol ubicada río arriba a cambiar su topónimo a "Stari Oskol" ("localidad antigua sobre el río Oskol"). Sus primeros habitantes fueron familias militares procedentes de Yefrémov y Yelets.
Adoptó estatus de ciudad en 1779, cuando se estableció aquí la sede de un uyezd, integrado desde 1797 en la gobernación de Kursk; sin embargo, siguió siendo una localidad rural de unos dos mil habitantes hasta bien entrado el siglo XX. La Unión Soviética le dio el estatus de capital distrital en 1928 y la desarrolló después de la Segunda Guerra Mundial como un núcleo industrial, que llegó a superar los veinte mil habitantes en la última década del siglo XX y primera del siglo XXI.